# Lovelady (Teksas)
Lovelady je grad u američkoj saveznoj državi Teksas. Prema popisu stanovništva iz 2010. u njemu je živjelo 649 stanovnika.